# Driton Camaj
Driton Camaj (Podgorica, 7 de marzo de 1997) es un futbolista montenegrino que juega en la demarcación de delantero para el FC Astana de la Liga Premier de Kazajistán.

## Selección nacional
Tras jugar en varias categorías inferiores de la selección, finalmente hizo su debut con la selección de fútbol de Montenegro en un partido de la Liga de Naciones de la UEFA 2022-23 contra Finlandia que finalizó con un resultado de 2-0 tras un doblete de Joel Pohjanpalo.

## Clubes
| Club                   | País       | Año       | Partidos | Goles |
| ---------------------- | ---------- | --------- | -------- | ----- |
| FK Budućnost Podgorica | Montenegro | 2015      | 1        | 1     |
| NK Inter Zaprešić      | Croacia    | 2015      | 2        | 0     |
| FK Dečić               | Montenegro | 2015-2016 | 11       | 0     |
| FK Budućnost Podgorica | Montenegro | 2016-2018 | 46       | 1     |
| FK Lovćen              | Montenegro | 2018-2019 | 41       | 6     |
| FK Iskra Danilovgrad   | Montenegro | 2019-2020 | 31       | 5     |
| Kisvárda FC            | Hungría    | 2020-2024 | 147      | 29    |
| Kecskeméti TE          | Hungría    | 2025      | 16       | 4     |
| FC Astana              | Kazajistán | 2025-     | 2        | 0     |